# Toury
Toury is een gemeente in het Franse departement Eure-et-Loir (regio Centre-Val de Loire). De plaats maakt deel uit van het arrondissement Chartres. Toury telde op 1 januari 2022 2.620 inwoners.

## Geografie
De oppervlakte van Toury bedroeg op 1 januari 2022 18,72 vierkante kilometer; de bevolkingsdichtheid was toen 140 inwoners per km².

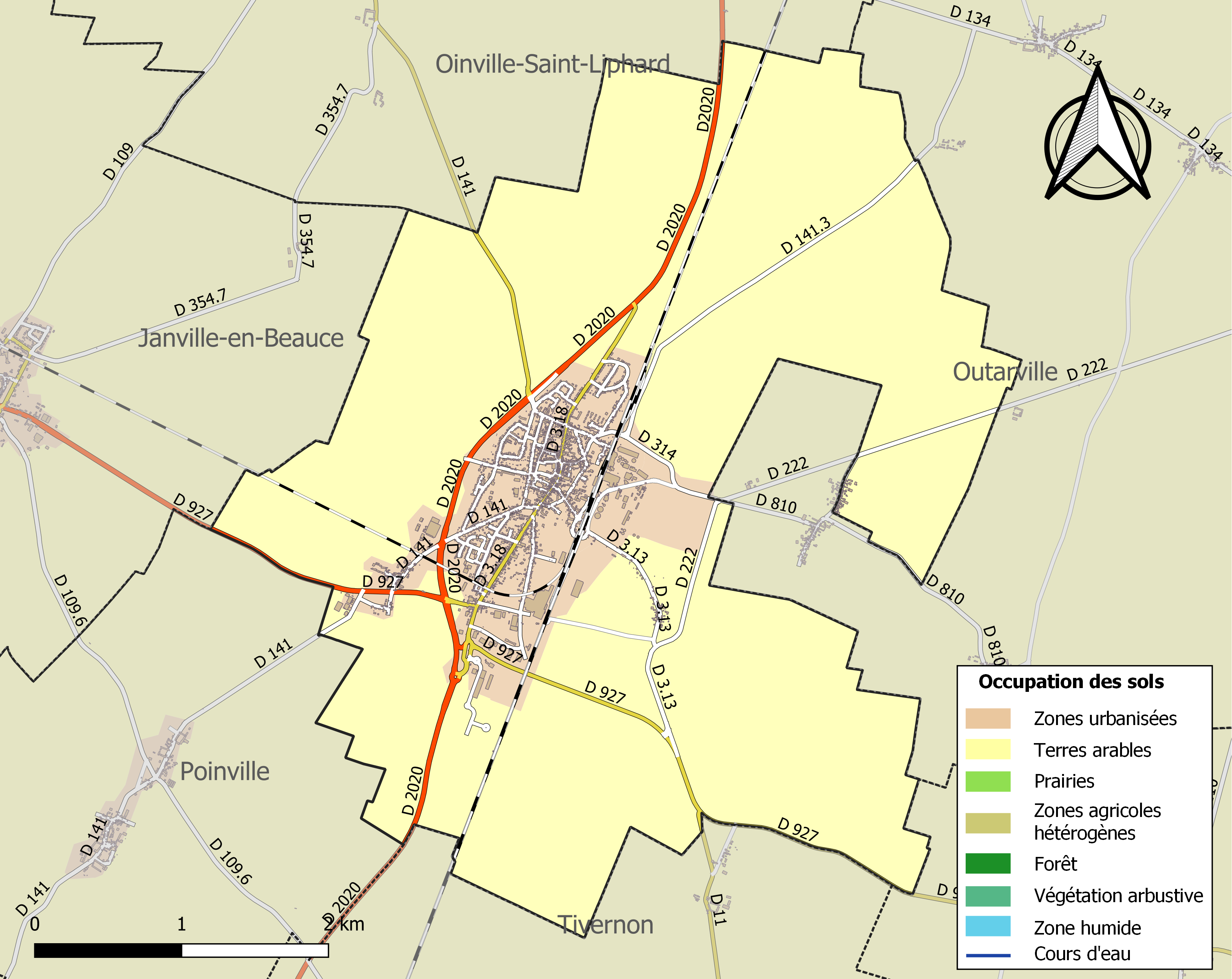
Kaart van de gemeente met belangrijkste infrastructuur, bodemgebruik en omliggende gemeenten

## Verkeer en vervoer
In de gemeente ligt spoorwegstation Toury.

## Demografie
Onderstaande figuur toont het verloop van het inwonertal (bron: INSEE-tellingen).